# 楊東 (嘉靖進士)
楊東（1493年—？年），字啓明，號石冈，南直隶太平府當塗縣人，明朝政治人物。

## 生平
治《詩經》，嘉靖元年（1522年）壬午科應天府鄉試第九十一名舉人，嘉靖二年（1523年）聯捷癸未科會試第九十五名，第三甲第二百五十五名進士。初授行人司行人，七年三月选授理刑試御史，九月實授，九年巡按山西河東盐政，进献盐花祥瑞，疏陈盐法五事。十二年巡按云南，与巡抚顾应祥互行攻讦弹劾，两人皆被革职閑住。以荐起，補义乌知县，升南大理评事，致仕归。

## 家族
曾祖杨洪。祖父杨冕。父杨岩。母龚氏。具庆下。弟杨策。